# Berk-i Satvet
Berk-i Satvet, później Berk – turecki krążownik torpedowy typu Peyk z początku XX wieku. Służył w marynarce Imperium Osmańskiego od 1907 roku, a następnie po modernizacji, jako TGC „Berk” w marynarce Republiki Turcji od 1925 do 1945 roku. Brał udział w I wojnie bałkańskiej i I wojnie światowej.
Zbudowany został w niemieckiej stoczni Krupp Germania w Kilonii, wodowany w 1906 roku. Wyporność po zbudowaniu wynosiła 775 ton. Główne uzbrojenie stanowiły początkowo dwie armaty kalibru 105 mm i sześć kalibru 57 mm oraz trzy wyrzutnie torped kalibru 450 mm.

## Budowa i opis
Wraz z bliźniaczym „Peyk-i Şevket”, okręt został zamówiony dla floty Imperium Osmańskiego w niemieckiej stoczni Krupp Germania w Kilonii 18 stycznia 1903 roku. Klasyfikowane były jako krążowniki torpedowe (tur. torpido-kruvazör), aczkolwiek w literaturze są często określane jako kanonierki torpedowe. Stępkę pod budowę „Berk-i Satvet” położono w lutym 1906 roku, kadłub zwodowano 1 grudnia tego roku. Budowę prowadzono pod numerem stoczniowym 127. Nazwa „Berk-i Satvet” oznaczała Błyskawica Wszechmocnego, później skrócona do „Berk”.
Okręty miały charakterystyczną sylwetkę, z taranową dziobnicą, podniesionym pokładem dziobowym ciągnącym się na ponad 1/3 kadłuba, a dalej z podwyższonym nadburciem, i dwoma szeroko rozstawionymi kominami. Wyporność (niesprecyzowana) wynosiła początkowo 775 ton, a po modernizacji 850 ton. Długość między pionami wynosiła 80 m, a szerokość 8,4 m. Napęd stanowiły dwie pionowe maszyny parowe potrójnego rozprężania o łącznej mocy indykowanej 5100 KM, napędzające dwie śruby. Parę dostarczały cztery kotły wodnorurkowe Schulza. Na próbach okręty rozwijały prędkość do 22 węzłów, w 1915 roku prędkość spadła do 18 węzłów.
Początkowe uzbrojenie stanowiły dwa działa kalibru 105 mm Krupp o długości lufy L/40 (40 kalibrów) umieszczone w maskach przeciwodłamkowych na pokładzie dziobowym i rufowym oraz sześć dział kalibru 57 mm Krupp L/40, rozmieszczone po trzy na burtach. Zapas amunicji kalibru 105 mm wynosił 691 pocisków, zaś 57 mm - 1800 pocisków. Uzbrojenie uzupełniały dwa działka 37 mm Krupp i dwa karabiny maszynowe Hotchkiss. Uzbrojenie torpedowe składało się z jednej stałej nadwodnej wyrzutni torped 450 mm w stewie dziobowej i dwóch obrotowych wyrzutni 450 mm na pokładzie, umieszczonych po jednej na burcie.
W latach 1936–1938 okręty przeszły modernizację w Turcji, która zmieniła i unowocześniła sylwetkę okrętów. Zastosowano konwencjonalny dziób, o prostej lekko wychylonej dziobnicy; zmieniono także kształt rufy. Po modernizacji uzbrojenie stanowiły dwa działa kalibru 88 mm Krupp L/40 na pokładzie dziobowym i rufowym, cztery działka kalibru 37 mm Krupp i dwie wyrzutnie torped (inne dane co do artylerii: dwa działa 88 mm L/45 i cztery działa 57 mm). Zdemontowano przy tym mało użyteczną stałą dziobową wyrzutnię torped. „Berk” mógł ponadto stawiać 25 min.

## Służba

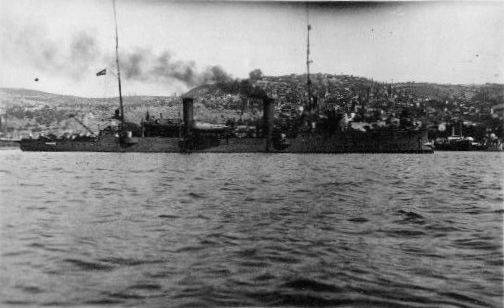
„Berk-i Satvet”

13 listopada 1907 roku oba okręty przybyły do Stambułu z Kilonii i w tym miesiącu zostały wcielone do służby. W maju 1909 roku oba wzięły udział w pierwszych od ponad dwudziestu lat manewrach floty na Morzu Marmara.
„Berk-i Satvet” brał aktywny udział w działaniach I wojny bałkańskiej, osłaniając od 19 listopada 1912 roku transporty u wybrzeży Bułgarii i Rumunii przed bułgarskimi torpedowcami. Następnie został przeniesiony w rejon Dardaneli, biorąc wraz z krążownikiem „Mecidiye” udział w potyczce z greckimi niszczycielami koło Imroz 22 grudnia 1912 roku i ponownie 4 i 10 stycznia 1913 roku. 18 stycznia wziął udział w bitwie koło Lemnos. 4 lutego 1913 wraz z „Nul-ür Bahir” ostrzeliwał wojska bułgarskie w Şarköy i Mürefte nad Morzem Marmara, po czym ponownie wraz z innymi okrętami ostrzeliwał Şarköy 8 lutego8 lutego 1913 roku, wspierając turecki desant. Wystrzelił wówczas 84 pociski kalibru 105 mm. „Berk-i Satvet” uczestniczył w dalszych akcjach floty z Dardaneli w marcu i kwietniu 1913 roku, w tym 9 marca zatrzymał francuski statek „Henri” podejrzany o kontrabandę.
„Berk-i Satvet” brał następnie udział w działaniach I wojny światowej na Morzu Czarnym, poczynając od ostrzelania rosyjskich portów przez okręty tureckie bez wypowiedzenia wojny 29 października 1914 roku. Wraz z krążownikiem „Midilli”, ostrzelał tego dnia port w Noworosyjsku, niszcząc zbiorniki paliwa i uszkadzając siedem statków oraz topiąc jeden („Nikołaj”, 1085 BRT). 6 listopada wraz z krążownikiem liniowym „Yavyz Sultan Selim” wyszedł w celu ostrzelania portu w Sewastopolu, lecz okręty tureckie zostały skierowane zamiast tego na bezowocne poszukiwanie floty rosyjskiej u brzegów tureckich. Od 5 grudnia 1914 roku „Berk-i Satvet” osłaniał transporty wojska do Rize. 2 stycznia 1915 roku, podczas eskortowania statku „Yeşilirmak” do Zonguldaku z krążownikami „Midilli” i „Hamidiye”, „Berk-i Satvet” został uszkodzony na rosyjskiej minie przed Bosforem, która zniszczyła mu śruby i rufę. Okręt utrzymał się na wodzie i został odholowany do İstinye. Powrócił do służby po remoncie dopiero w 1917 roku (według innych informacji, na początku 1918 roku). Od kwietnia 1918 roku patrolował na Morzu Czarnym. Pozostał jednym z niewielu większych tureckich okrętów aktywnych po lipcu 1918 roku. W październiku 1923 roku był jednak już wykazany jako nieaktywny.
Po utworzeniu świeckiej Republiki Turcji, w 1924 roku okręt został przemianowany na „Berk”. Na przełomie 1924/1925 został wyremontowany przez T.C. Gölcük Tersane w Gölcük i ponownie wcielony do służby w 1925 roku.
W latach 1937–1938 okręt przeszedł modernizację w T.C. Gölcük Tersane. Po modernizacji uzbrojenie stanowiły 2 działa kalibru 88 mm Krupp o długości lufy L/40 na pokładzie dziobowym i rufowym, 4 działka kalibru 37 mm Krupp i 2 wyrzutnie torped. W odróżnieniu od okrętu bliźniaczego, „Berk” mógł ponadto stawiać 25 min.
Podczas II wojny światowej Turcja do początku 1945 roku była neutralna i okręt nie uczestniczył w działaniach bojowych. Został wycofany ze służby w 1945 roku i złomowany w latach 1953–1955 w Izmicie.